# 酸化銀電池
酸化銀電池（さんかぎんでんち）とは、乾電池（一次電池）の一種。銀電池、銀亜鉛電池とも呼ばれる。製品のほとんどはボタン型で小型の電子機器で広く使用される他、長期保存性などの優れた特性により特殊用途にも使われている。

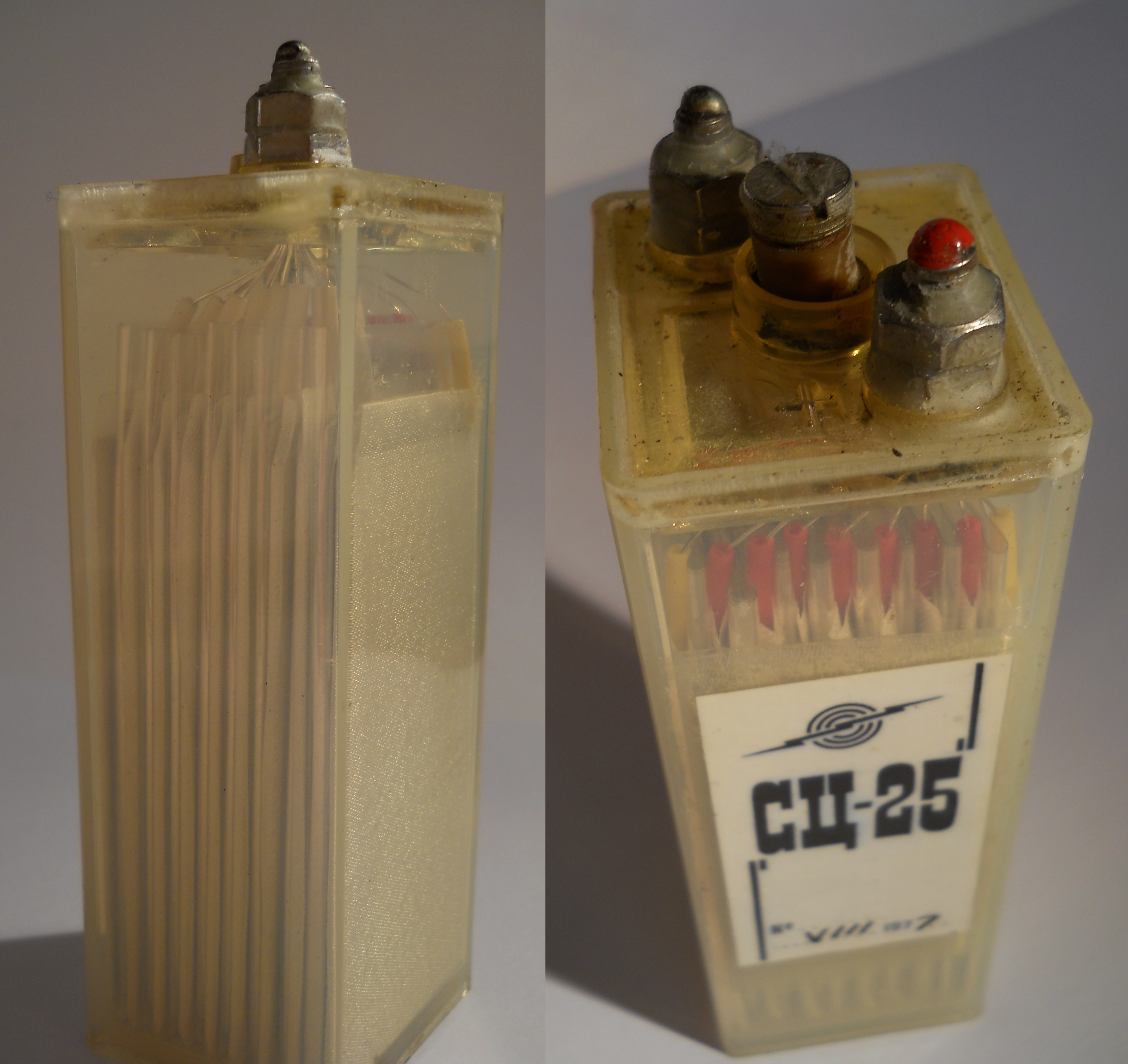
ソビエト製のСЦ-25電池

## 原理
正極に酸化銀(I)、負極にゲル化した亜鉛、電解液に水酸化カリウムまたは水酸化ナトリウムを用いた電池である。化学反応式は次の通りである。
正極 :{\displaystyle {\ce {{Ag2O}+{H2O}+2{\mathit {e}}^{-}->{2Ag}+2OH^{-}}}}
負極 : {\displaystyle {\ce {{Zn}+2OH^{-}->{ZnO}+{H2O}+2{\mathit {e}}^{-}}}}
実際には、亜鉛が電解液と反応して水素を発生することを防ぐため、亜鉛の表面を水銀で覆う処理が行われている。近年は、腐食抑制剤や水素を吸着する物質の使用により、水銀0使用の製品が開発されている。

## 特徴
- 理論上の重量エネルギー密度：最大425 Wh / kg
- 実用的な重量エネルギー密度：最大150 Wh / kg

- 理論上の体積エネルギー密度：650 Wh/L
- 実用的な体積エネルギー密度：500 Wh/L

- 起電力：1.85 V（動作電圧1.55V）

### 長所
- 機械的強度が高い
- 放電時の電圧特性に優れ、放電の末期まで電圧降下が極めて少ない
- 自己放電が低く長期保管が可能
- 重量エネルギー密度が鉛蓄電池の約3〜4倍、アルカリボタン電池の約2倍と高い
- 内部抵抗が低く積層化できる
- 水銀未使用なら環境負荷が小さい
- 小型電池の製造が容易
- 動作温度が：−40から+50度と広い
- 放電特性が安定している
- 過充電、充電の中断、過放電に強い

### 短所
- 高価、銀を使用するために銀の価格相場の影響を受けやすい。
- 充電可能回数が少なく最大でも100回ぐらい
- 充電時間が長く急速充電できない
- 液漏れすることがある

近代までは最も高価で高性能な電池だった。
経年劣化が少なく長期保存に耐える、そのため腕時計のように小電力で数年間にわたるような長期間駆動する装置や電池が封入された状態で長期保存される装置に向いている。
強度や環境耐性の高さから宇宙用途では世界初の人工衛星からアポロ計画の宇宙船から月面車まで幅広く使われていた。
酸化銀を用いるため価格は高くなる。当然ながら銀相場価格の影響も受けやすく1979〜1980年の銀相場の暴騰では数倍の値段となった事もあった。これを契機に当時酸化銀ボタン電池を使用していた電卓や携帯ゲーム機分野などではサイズや電圧で互換性のある安価なアルカリボタン電池への切り替えが進んだ。その他にコイン形リチウム電池の登場や電卓への太陽電池の採用といった理由もあり銀相場が落ち着いた後もかつてほどは用いられなくなった。

## 用途、使用上の注意点
電解液の種類などによって最適な使用電流があり、外形が同じでも、使用目的が異なるいくつかの種類が製品になっていることがある。ボタン型の形状で比較的小型の製品が多い。複数のセルを一つのパッケージに収めた高電圧の製品(カメラ向けで4つのセルを縦に繋いだ、6.2Vの4SR44(相当品：4G13、544、PX28、RPX28)(Canon AE-1等Aシリーズで採用)等)もある。
時計、補聴器、カメラ（露出計、電子シャッター）、電子体温計などが主な用途である。LEDが普及する以前は、酸化銀電池を電源として豆電球を光らせるキーホルダー形懐中電灯の製品が存在した。現在ではリチウム電池とLEDを用いたものに代わっている。
軍用品では魚雷の推進用などの大型電源から火器信管などの小型電源まで幅広く使用されている。これは電池が装置に封入された状態で数年～20年もの長期に渡り保存されるためである。
ソビエトが使用した魚雷のСЭТ-65、УСЭТ-80、СЭТ-72、СЭТ-72вなどでは推進用の電源として使用されていた。 
宇宙開発にも利用されておりスプートニク1号にはA電源5セル、140Ah、7.5VとB電池86セル、30Ah、130Vで合計重量51kgを搭載して打ち上げ後21日間動作を続けた。
太陽電池が高価だった時代、人工衛星の電源として使われた(おおすみなど)。現在は太陽電池とニッケル・カドミウム電池、ニッケル水素電池などに置き換えられている。
アルカリ電池LR44、LR41等を使用する機器に、SR44、SR41を使用することが可能である。電池の電圧差(酸化銀電池の方が0.05V高い)についてはほぼ無視できる。ただし、酸化銀電池を使用する機器に、アルカリ電池を使用すると、寿命や電圧の違いにより、機器が正しく働かなくなるので注意が必要である。
酸化銀電池を長期間保管していると、端子部分が粉を噴いたような状態になることがある。これは微量のアルカリ液が蒸発して結晶化したソールティングと呼ばれる現象である。
乾布できれいに除去すれば再使用できる場合もあるが、再発により機器が腐食する恐れがある。

## 電池型番のSW、Wについて
- 酸化銀電池は同形状でもSR41、SR41W、SR41SWなど、末尾が異なるものがある。以下を参考にされたい。
  - 記号なし/W 電解液に水酸化カリウムを使用し、重負荷で短時間の使用を考慮したものである。デジタル機器や防犯ブザー、LEDライトなど比較的大電流放電を必要とするものに向いている。
  - SW 電解液に水酸化ナトリウムを使用し、軽負荷で長時間の使用を考慮したものである。アナログ時計や測定器、バックアップ用に最適である。

## 銀・亜鉛二次電池
反応式は一次電池と同じで充電できる構造になっている。小型で高性能なので深海調査艇やソーラーカー等に用いられた。負極に亜鉛を使用するので充電時にデンドライトが生じる為、内部で短絡する可能性があるため充放電サイクルの回数が少ない。現在はリチウムイオン電池、リチウムポリマー電池の普及により前記の用途も置き換えられている。